# Принцип «спочатку людина»

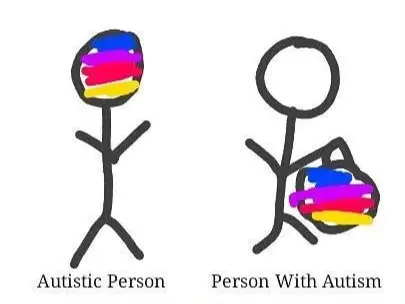
«Аутистична людина» (спочатку ідентичність) чи «людина з аутизмом» (спочатку людина)

Принцип «спочатку людина» (англ. People-First Language) — лінгвістичні рекомендації, згідно з якими потрібно говорити про діагноз людини, як про стан, який людина «має», а не стверджувати ким вона «є». На противагу до принципу «спочатку ідентичність», такий підхід уникає прикметників та позначень, використовуючи вирази як-от «людина, яка має депресію», а не «депресивна людина» або «людина з діабетом», а не «діабетик».
Деякі правозахисні групи та організації, такі як Autism Speaks, The Arc і Disability Is Natural підтримують використання принципу «спочатку людина», інші — ні[⇨].
Метою принципу є уникнення (свідомої чи підсвідомої) маргіналізації чи дегуманізації при описі людей з хронічними хворобами або інвалідністю. Його можна розглядати як тип етикету стосовно людей з обмеженими можливостями, але в загальному розумінні такий підхід можна застосовувати для опису будь-яких людей, які, в іншому випадку, були б охарактеризовані за певною ознакою (наприклад, зовнішнім виглядом, етнічним походженням, фінансовим станом і т. ін.).
Прихильники принципу стверджують, що невідокремлення людини від її особливостей може призводити до дискримінації, а також неявно посилює відчуття постійності навіть щодо речей, які ймовірно, тимчасові. Наприклад, людина, що тривалий час вживала психоактивні речовини, має достатні шанси досягти багаторічної ремісії, протягом якої вона буде здоровою та продуктивною, але термін «наркоман(ка)» підсилює внутрішнє відчуття, що вона є такою за своєю суттю та «назавжди зіпсована» і може стати на заваді збереженню ремісії.

## Критика
Критики принципу стверджують, що через нього мовлення стає незручним, одноманітним та втомливим. За словами соціолога і активіста за права сліпих К. Едвіна Вона, оскільки у звичному вживанні позитивні означення зазвичай передують іменнику, принцип «спочатку людина» незграбно фокусується на інвалідності у непривабливий спосіб і привертає увагу до особи, як до людини, що має певний тип «зіпсованої ідентичності» з точки зору теорії ідентичності Ервінга Гофмана. У соціальній моделі інвалідності людина «є» інвалідом через соціальні та навколишні фактори.
У культурі глухих принцип «спочатку людина» неприйнятний, оскільки в них глухота є джерелом позитивної ідентичності та гордості. Правильним, з їхньої точки зору, терміном, було б «глуха людина». Фраза «з вадами слуху» неприйнятна для більшості глухих або слабочуючих людей, оскільки вона підкреслює, чого вони не можуть робити.
У 1993 році Національна федерація сліпих США прийняла резолюцію, яка засуджувала використання принципу «спочатку людина». Позицію, що слово «людина» має незмінно йти першим задля підкреслення факту, що сліпа людина є перш за все людиною, охарактеризовано як «цілком неприйнятну та згубну». На думку організації, слідування принципу призводить до прямо протилежного від своєї мети, оскільки «він має надто оборонний характер, передбачає сором замість справжньої рівності та зображує сліпих образливими та войовничими».
Активіст за права аутистів Джим Сінклер виступає проти принципу «спочатку людина», аргументуючи це тим, що вислів «людина з аутизмом» означає, що аутизм можна нібито відокремити від людини. Багато людей з аутизмом і організацій, якими вони керують, віддають перевагу принципу «спочатку ідентифікація». Американська активістка Лідія Браун стверджує, що під висловом «людина з аутизмом» ніби мається на увазі, що «аутизм шкодить цінності людини як особистості і що було б краще, якби вона не була аутистом».